# Seichelogía
La seichelogía es una rama de la hidrología que se dedica al estudio, medición y análisis del seiche costero, con el fin de calcular las propiedades físicas del solitón interno que lo generó, y las del interior del océano que éste atravesó.
La palabra seichelogía es una palabra compuesta de la palabra seiche —un término del dialecto francés de Suiza que era usada por los habitantes de la ribera del lago Lemán, en Ginebra, para referirse a las oscilaciones repentinas de la altura del agua del lago (François-Alphonse Forel, 1895)— y la palagra -logía  proviene del griego antiguo (-λογíα) que significa: tratado, estudio. 
Una definición práctica de seichelogía es: la técnica para la teledetección remota de propiedades físicas del interior del océano mediante el análisis de los seiches costeros. Podemos hacer la analogía con la sismología, ya que usando la señal sismográfica conocemos las propiedades del interior del planeta, asimismo con la seichelogía se conocen particulares propiedades físicas del interior del océano. La seichelogía no puede aplicarse en cualquier área costera, sino solo en aquellos lugares donde se haya corroborado que los seiches costeros son inducidos por solitones internos. Hasta este momento, hay reportados siete lugares en el mundo donde los seiches costeros son excitados por olas solitarias internas (solitones internos): isla Magueyes en Puerto Rico, Puerto Princesa en isla Palawan, en la bahía de Trincomalee en Sri Lanka, en el atolón Addu de las Maldivas, Isla de Navidad, en las Islas Agalega y en Rodrigues
La seichelogía se fundamenta en tres hallazgos: 
- Algunos seiches costeros son el producto de la excitación de las aguas de la plataforma por olas internas, generadas previamente a una considerable distancia (ej. 650 km).[7][8]

- Un modelo analítico sustenta que es posible la transferencia de energía baroclínica de la ola interna, en energía barotrópica del seiche.[9]

- Hay una relación directa entre la actividad o energía de los seiches y la estratificación en la base de la capa mezclada cerca del área de generación de las olas internas.

### General
- Seiche Costero en Puerto Rico

- Datos: Q17629755